# Hoge Venen

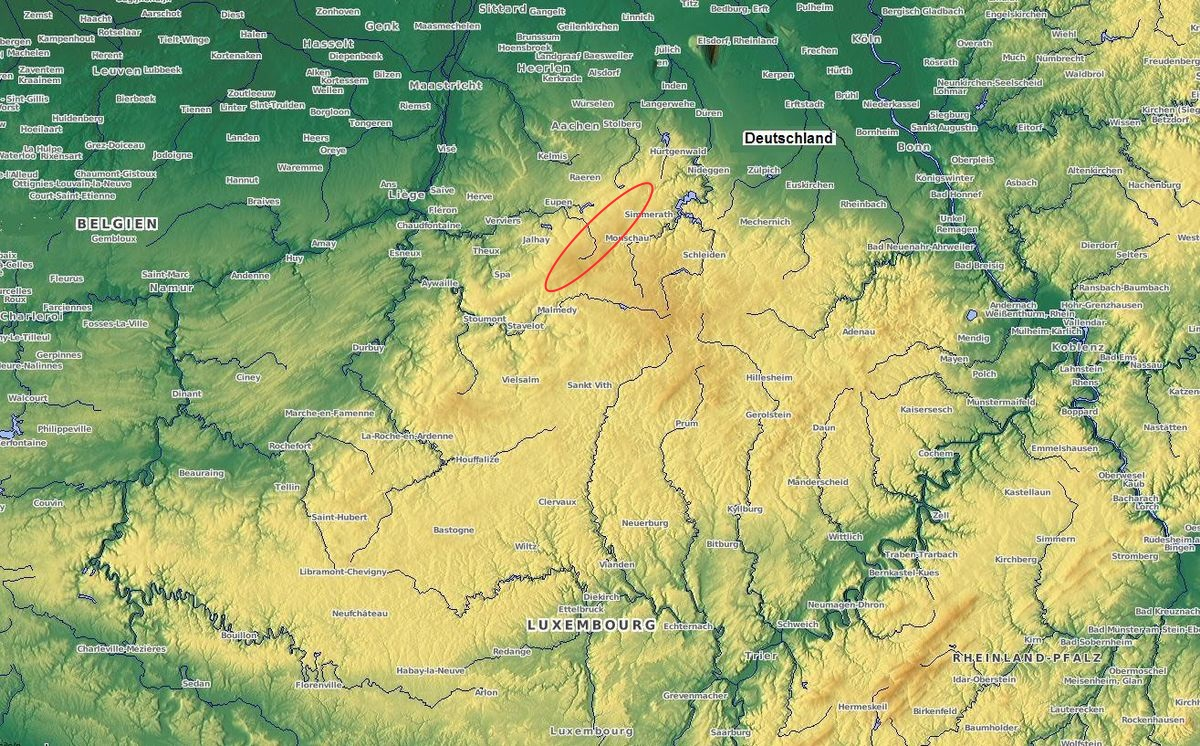
Locatie van de Hoge Venen

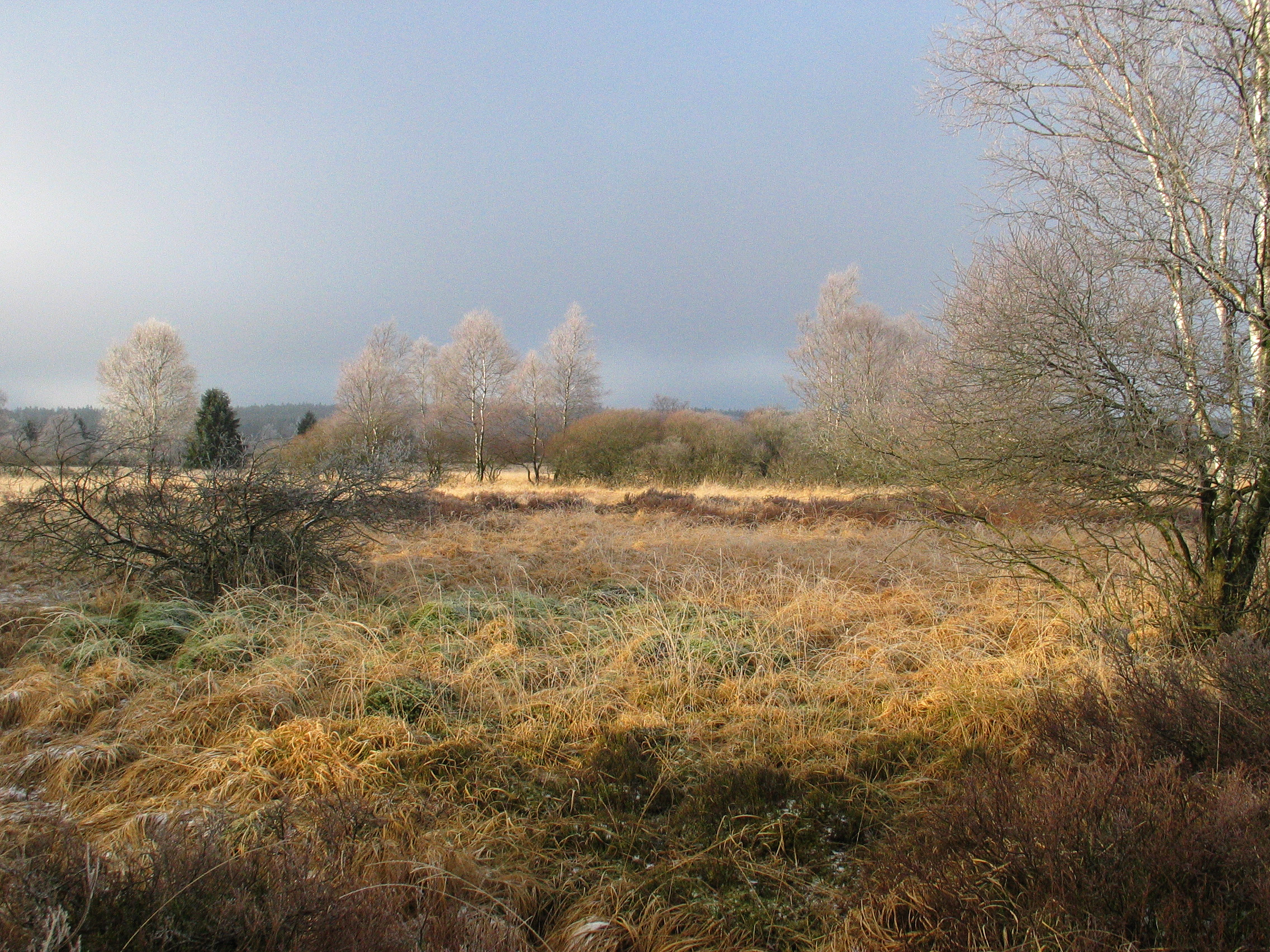
Hoogveenlandschap in de Hoge Venen

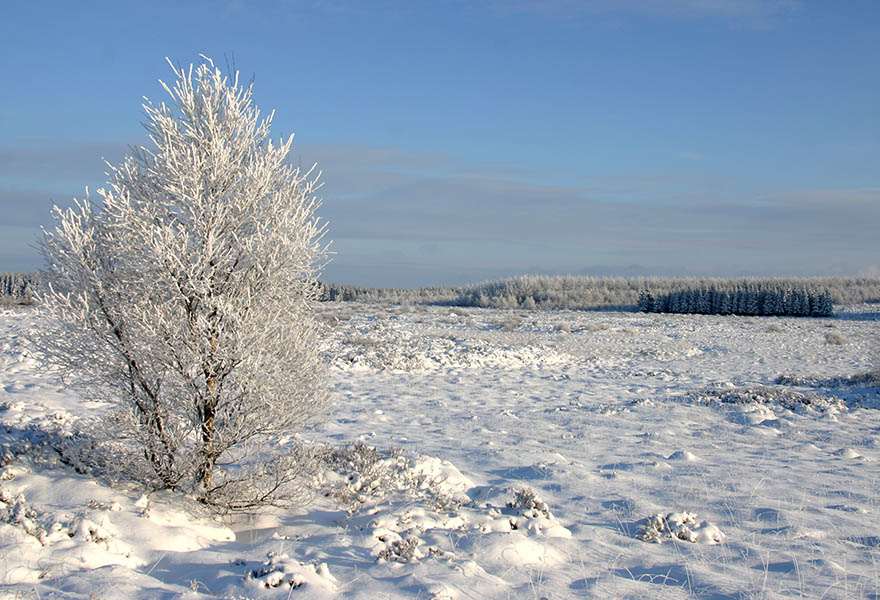
Winter in de Hoge Venen

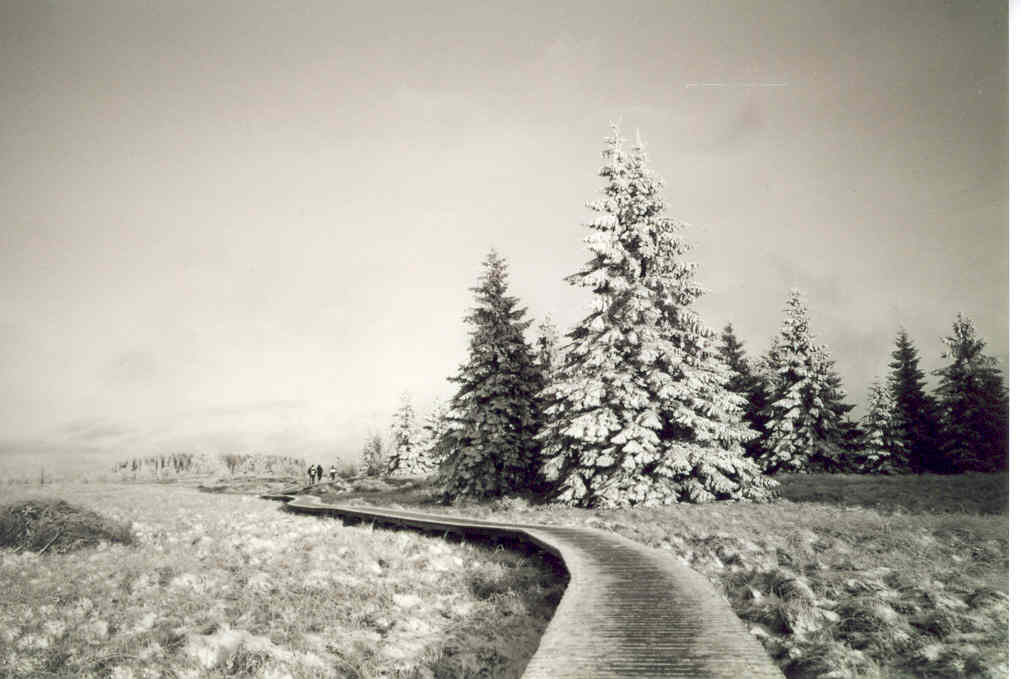
Houtpad door de besneeuwde Hoge Venen

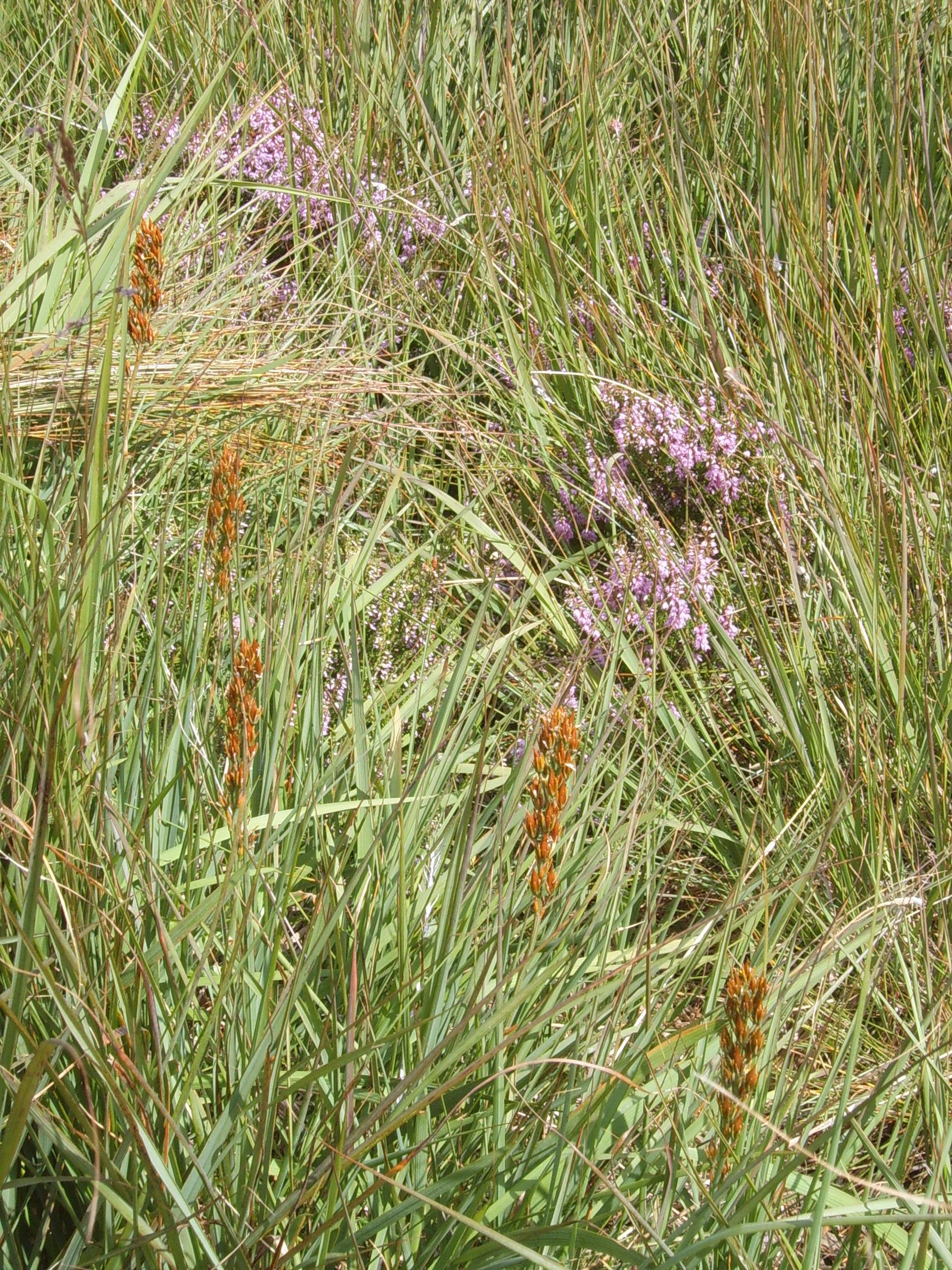
Vegetatie in de Hoge Venen: dophei, pijpestrootje en beenbreek

De Hoge Venen (Duits: Hohes Venn; Frans: Hautes Fagnes) zijn een onderdeel van het Natuurpark Hoge Venen-Eifel. De Hoge Venen liggen op een hoogvlakte, grotendeels in de Ardennen en voor een kleiner deel in de Eifel. Het ligt in Wallonië in oostelijk België, (provincie Luik), en in een stukje aangrenzend Duitsland. Het geheel beslaat ongeveer 4500 ha.
Zoals de naam Hoge Venen al zegt, bestaat een groot deel van de regio uit vegetaties met hoogveen. Een deel hiervan is nog actief, wat wil zeggen dat er nog steeds veenvorming optreedt. In 1957 werd het staatsnatuurreservaat Hoge Venen (réserve naturelle des Hautes Fagnes/Naturreservat Hohes Venn) opgericht. De Hoge Venen zijn sinds 1966 voorzien van het Europees diploma voor Natuurbeheer. De Hoge Venen zijn Europees beschermd als Natura 2000-gebied 'Plateau des Hautes-Fagnes'.

## Beschrijving
Het gebied van de Hoge Venen worden begrensd door Eupen in het noorden, Monschau in het oosten, Malmedy in het zuiden en Spa in het westen. Het Belgische, grootste deel ligt in de Oostkantons (de Duitstalige Gemeenschap plus de gemeenten Weismes en Malmedy) die tot 1919 bij Duitsland hoorden. Met toppen tot net onder de 700 meter is het het hoogst gelegen gebied van België, waaronder ook het hoogste punt van het land, het Signaal van Botrange (694 m TAW, 692 m boven NAP). Ook ontspringen de riviertjes Roer, Vesder (Duits: Weser), Gileppe en Helle (Duits: Hill) in de Hoge Venen.
Het gebied kenmerkt zich door veel neerslag. Enkele stuwmeren in het gebied worden gebruikt als drinkwatervoorraad en voor stroomopwekking. Het landschap bestaat uit hoogveengebieden, heideterreinen, schrale graslanden, weiden en veel bossen. In en om de verspreid liggende dorpjes zijn karakteristieke boerderijen te vinden. Sommige huizen en boerderijen zijn omgeven door karakteristieke, hoge beukenhagen, die bescherming bieden tegen wind en regen. Voorbeelden hiervan zijn te vinden in onder meer Sourbrodt (België) en Kalterherberg (Duitsland).
Door het gebied loopt ook de Vennbahn, een inmiddels gesloten spoorlijn op de grens van België en Duitsland die Aken met het Groothertogdom Luxemburg verbond.
Het Hertogenwoud is een groot bos ook in het uiterste oosten van België, aan de grens met Duitsland. Het behoort tot het Natuurpark Hoge Venen-Eifel, dat in beide landen ligt, en ligt ten noorden van de Hoge Venen.

## Klimaat
Op de Hoge Venen valt het meeste neerslag van geheel België. Gemiddeld is dit zo'n 1400 tot 1500 mm per jaar. De hoeveelheid neerslag is hoog, maar (blijkbaar) niet hoog genoeg voor het ontstaan van gematigd regenwoud, zoals men dit bijvoorbeeld aantreft in Galicië.
De gemiddelde julitemperatuur is 14,5 °C. Van eind december tot eind februari is de gemiddelde dagtemperatuur lager dan 0 °C. In januari is deze -0,7 °C, in februari -0,4 °C. In januari bedraagt de gemiddelde minimumtemperatuur ('s nachts/'s ochtends) -3,0 °C. De Hoge Venen hebben een gematigd boreaal-atlantisch klimaat (Köppen Cfb) met een neiging naar een continentaal klimaat (Dfb). De grens tussen beide wordt bepaald door de temperatuur van de koudste maand. Met -0,7 °C ligt in de buurt van de grens tussen zeeklimaat en landklimaat (volgens de definitie 0 °C of -3 °C). Er is geen sprake van een subarctisch of boreaal klimaat, aangezien er vier (bijna vijf) maanden een gemiddelde temperatuur hebben die hoger is dan 10 °C: juni-september (en bijna mei als vijfde).

## Bosbranden en overstromingen
Op 25 april 2011 heeft in het gebied van de Hoge Venen een grote brand gewoed, die 1000 ha bos en heide heeft vernield, de sporen van de brand blijven nog jaren zichtbaar.
Van 13 tot 15 juli 2021 werd het gebied getroffen door hevige regenval, gevolgd door overstromingen. Het WWF heeft als oorzaak aangewezen de aanplant in het gebied van grote aantallen fijnsparren. Omdat deze bomen veel water slecht verdragen, zijn overal afvoerkanalen gegraven, waardoor de plaatselijke bodem geen water meer kan absorberen.

## Flora
In het hoogveengebied zijn kenmerkende heide- en veenplanten te vinden, zoals struikhei, dophei en veenmossoorten, orchideeënsoorten, klokjesgentiaan, zonnedauwsoorten, veenbes en veenpluis.
Als gevolg van eutrofiëring en ontwatering zijn daarnaast lichte berkenbossen met pijpenstrootje opgekomen wat het risico op heidebrand vergroot. Japanse duizendknoop (Fallopia japonica) is ook hier een woekerende invasieve soort.

### Verspreide kenmerkende planten
- Veenmossen
- Grassen:
  - pijpestrootje (Molinia caerulea)
  - borstelgras (Nardus stricta)
- Zeggesoorten:
  - snavelzegge (Carex rostrata)
  - sterzegge (Carex echinata)
  - zompzegge (Carex canescens)
- Russen:
  - veldrus (Juncus acutiflorus)
  - trekrus (Juncus squarrosus)
- Wollegrassoorten:
  - eenarig wollegras (Eriophorum vaginatum)
  - veenpluis (Eriophorum angustifolium)
- Heidesoorten:
  - gewone dophei (Erica tetralix)
  - struikhei (Calluna vulgaris)
- Vaccinium soorten:
  - blauwe bosbes (Vaccinium myrtillus)
  - rode bosbes (Vaccinium vitis-idaea)
  - rijsbes (Vaccinium uliginosum)
- bergvenkel (Meum athamanticum)
- wateraardbei (Potentilla palustris)
- waterdrieblad (Menyanthes trifoliata)
- gevlekte orchis (Dactylorhiza maculata)
- wilde narcis (Narcissus pseudonarcissus)

### Zeldzame heide- en veenplanten
- ronde zonnedauw (Drosera rotundifolia), een vleesetende plant
- kleine veenbes (Vaccinium oxycoccos)
- lavendelhei (Andromeda polifolia)
- kraaihei (Empetrum nigrum)
- zevenster (Trientalis europaea), embleem van het reservaat
- klokjesgentiaan (Gentiana pneumonanthe)
- dennenwolfsklauw (Huperzia selago)
- grote wolfsklauw (Lycopodium clavatum)
- beenbreek (Narhecium ossifragum)
- veenorchis (Dactylorhiza sphagnicola)
- valkruid (Arnica montana)
- draadrus (Juncus filiformis)
- witte snavelbies (Rhynchospora alba)
- armbloemige zegge (Carex pauciflora)

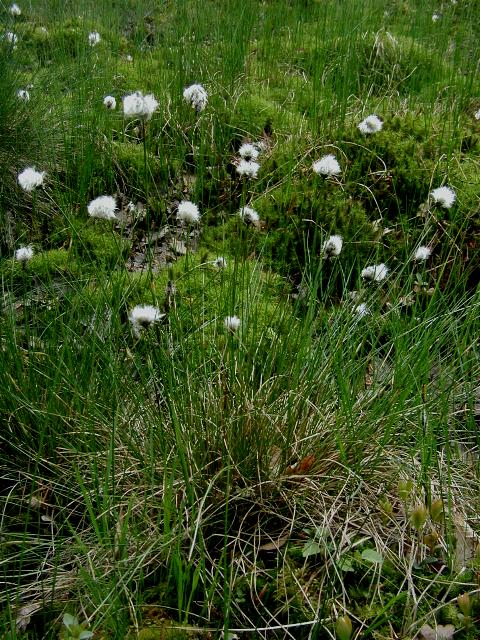
Eenarig wollegras
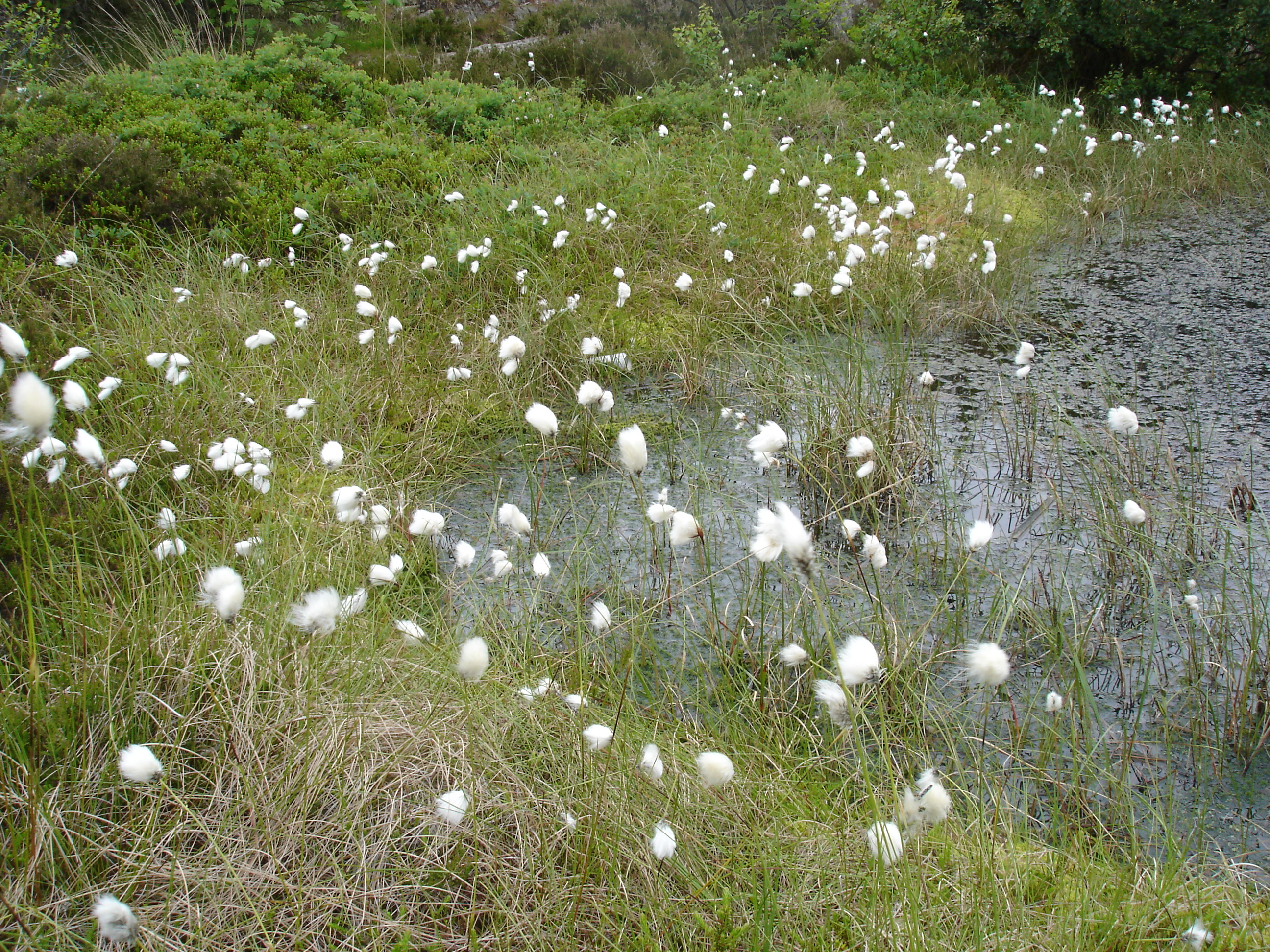
Veenpluis
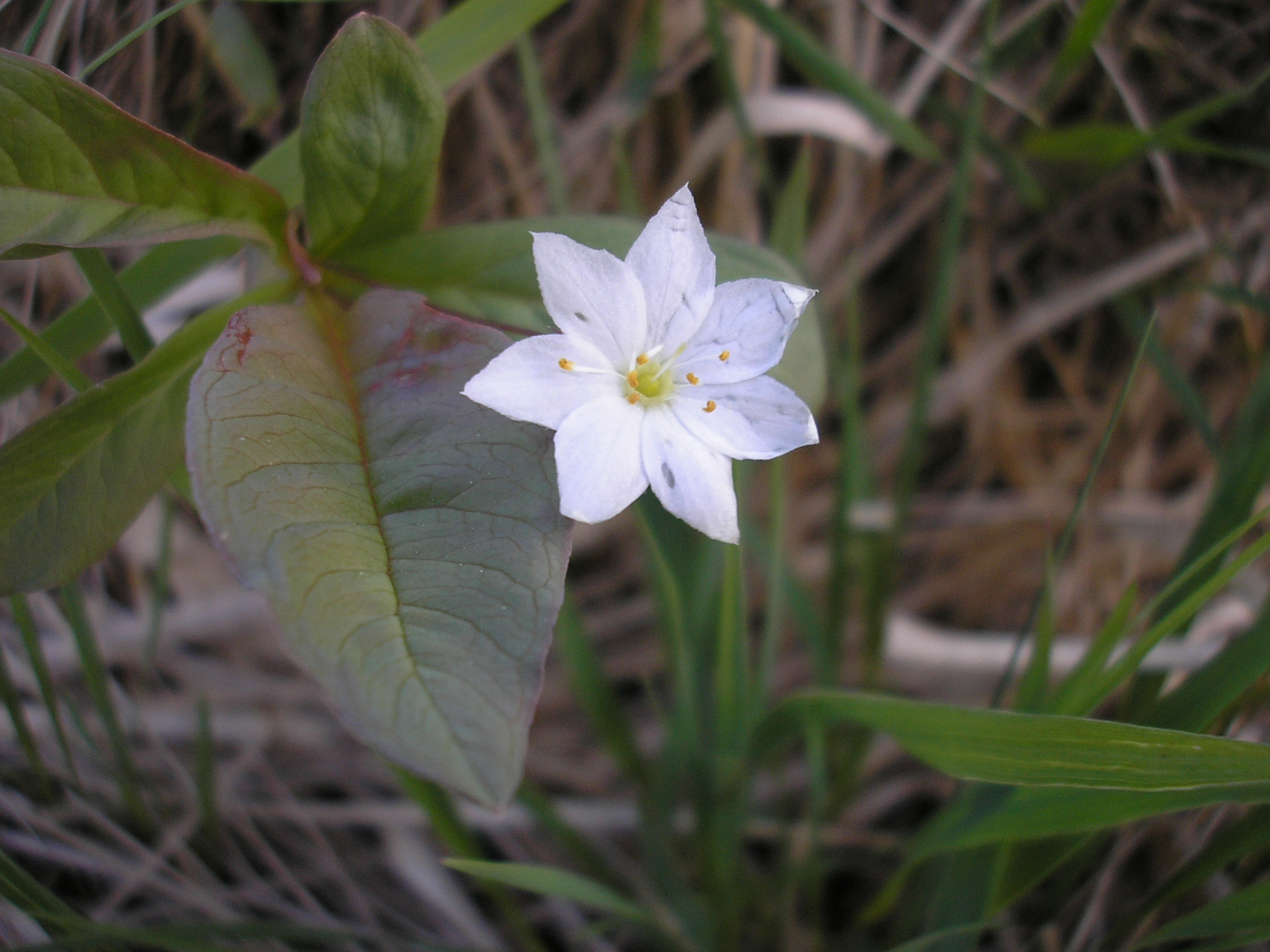
Zevenster, het embleem van het reservaat
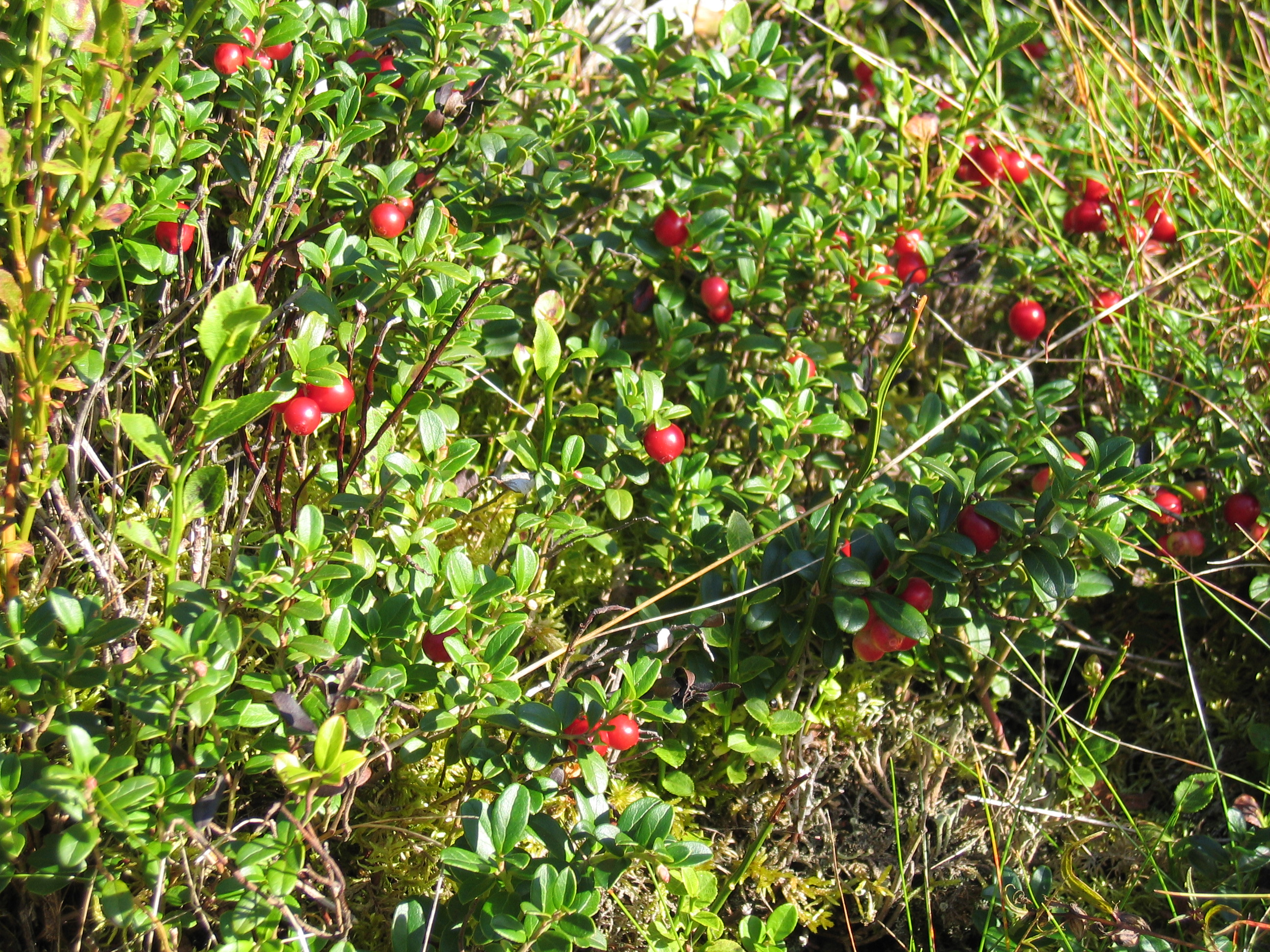
Rode bosbes
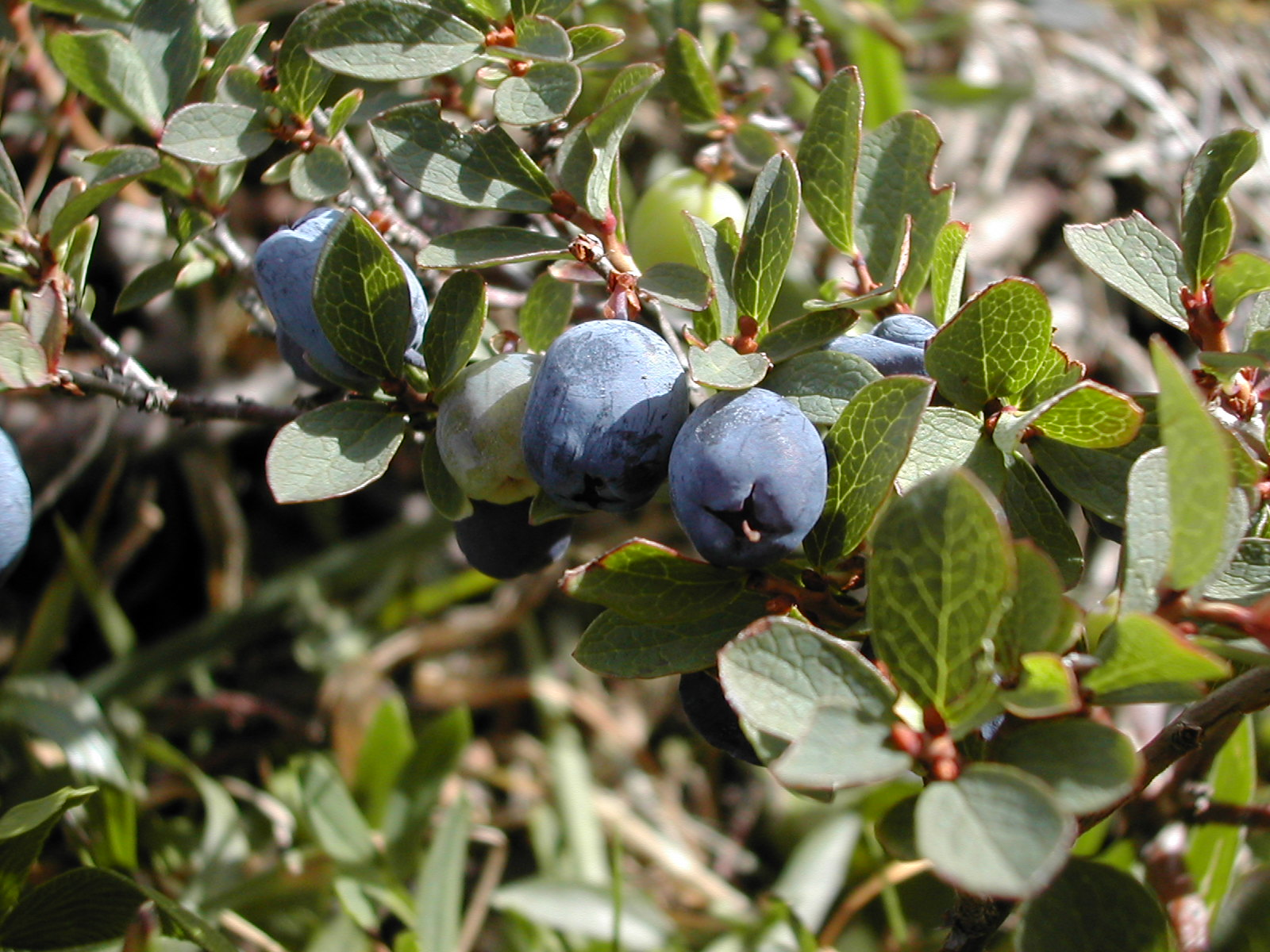
Rijsbes
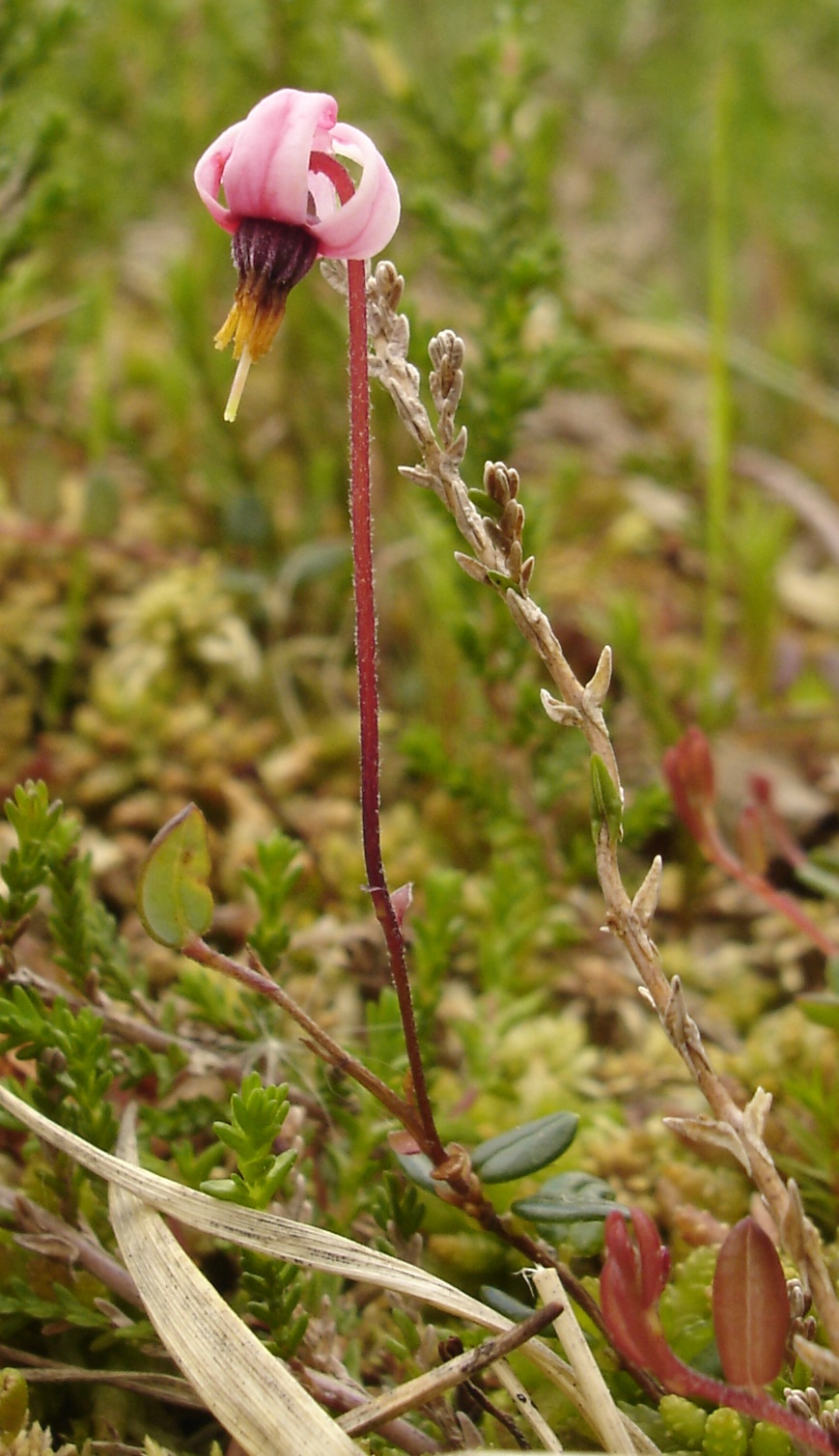
Kleine veenbes
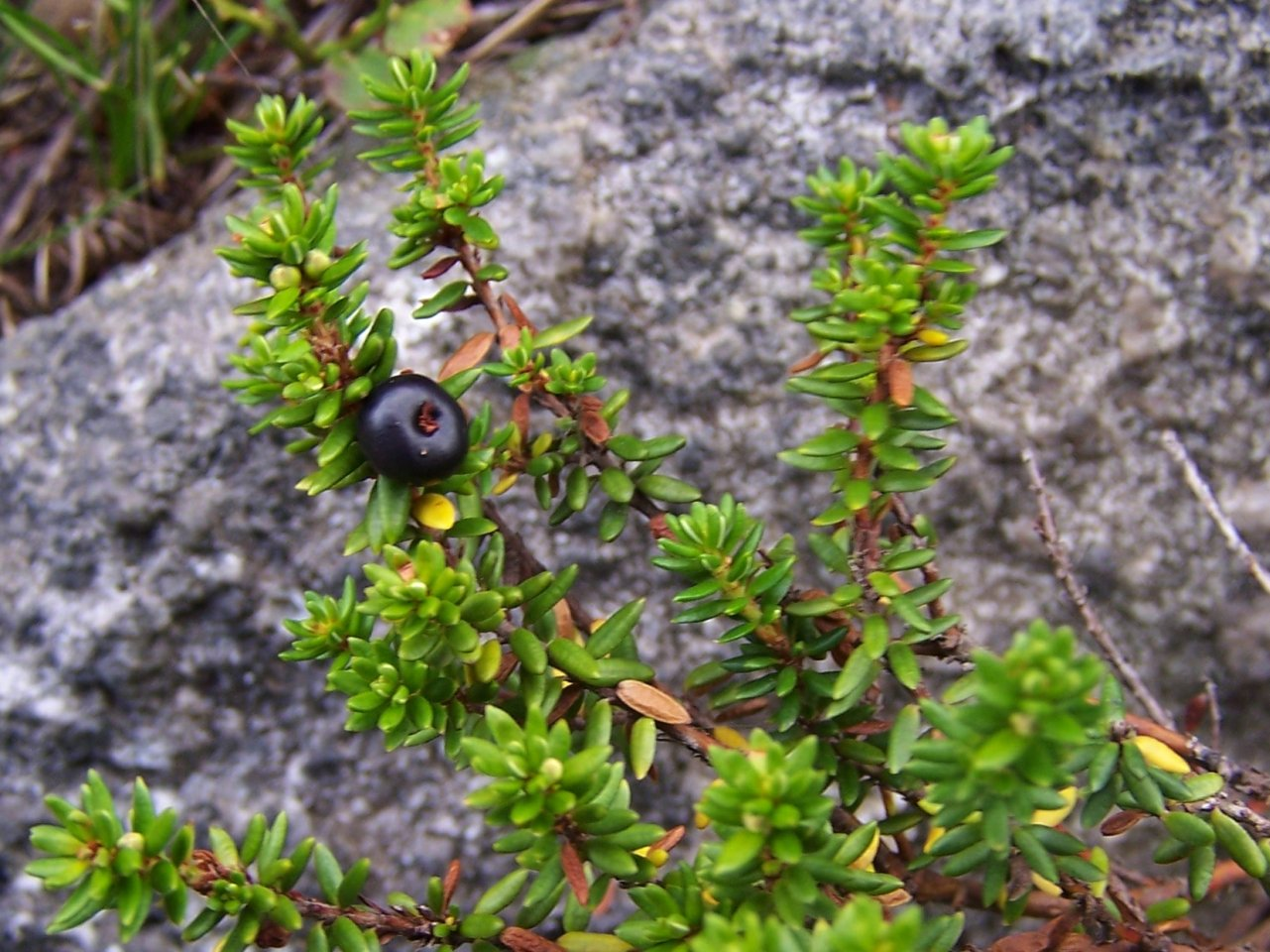
Kraaihei
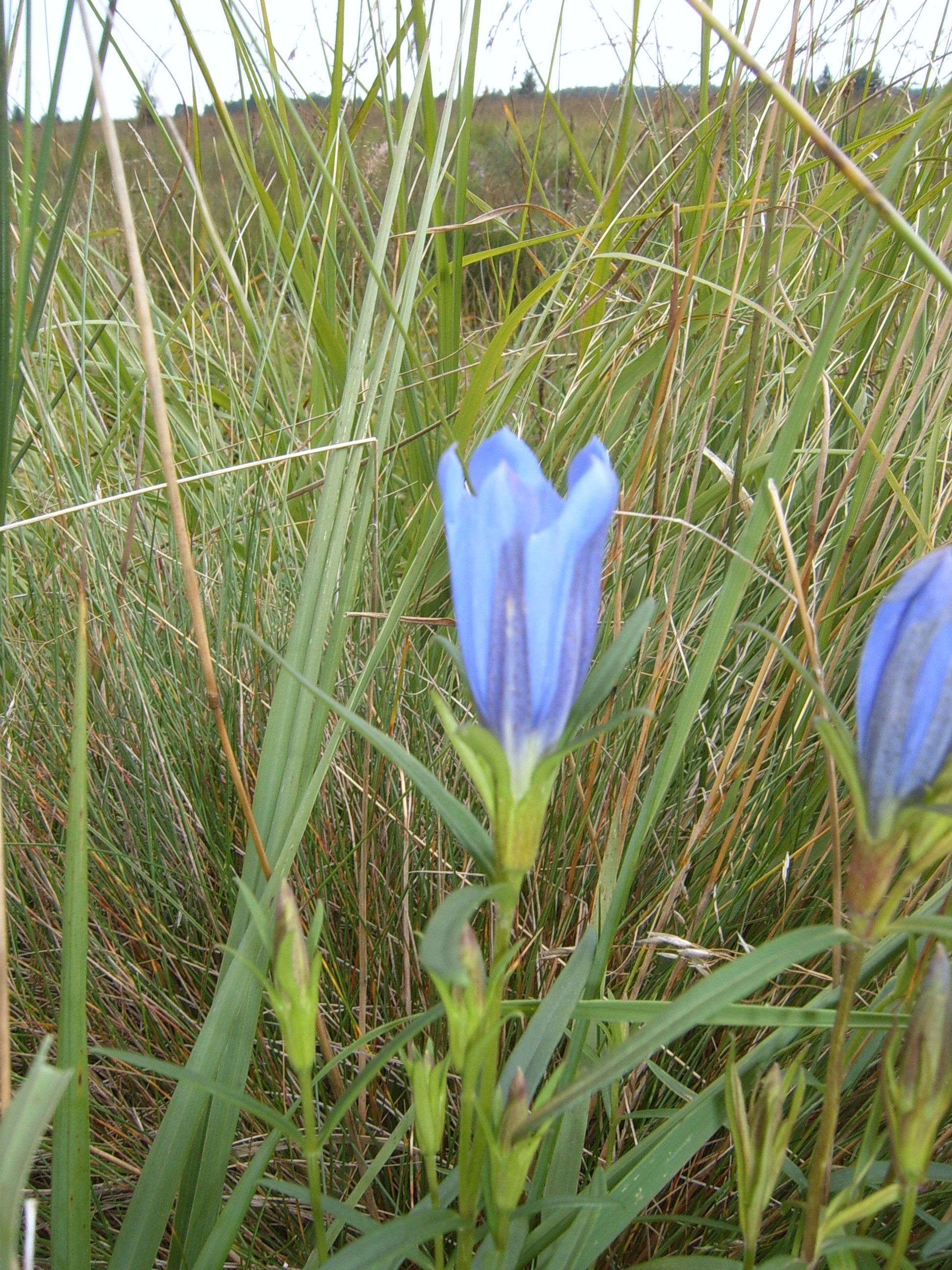
Klokjesgentiaan
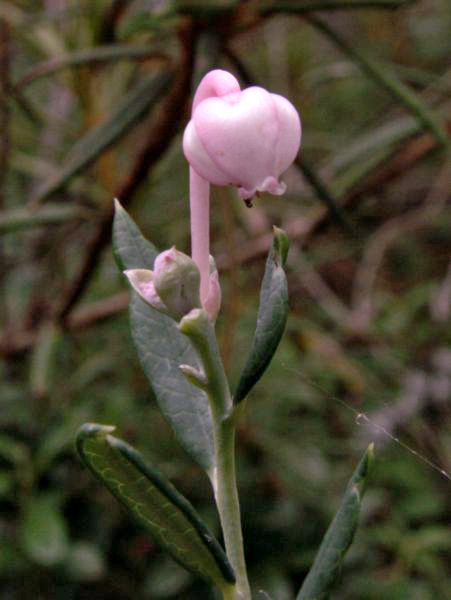
Lavendelhei
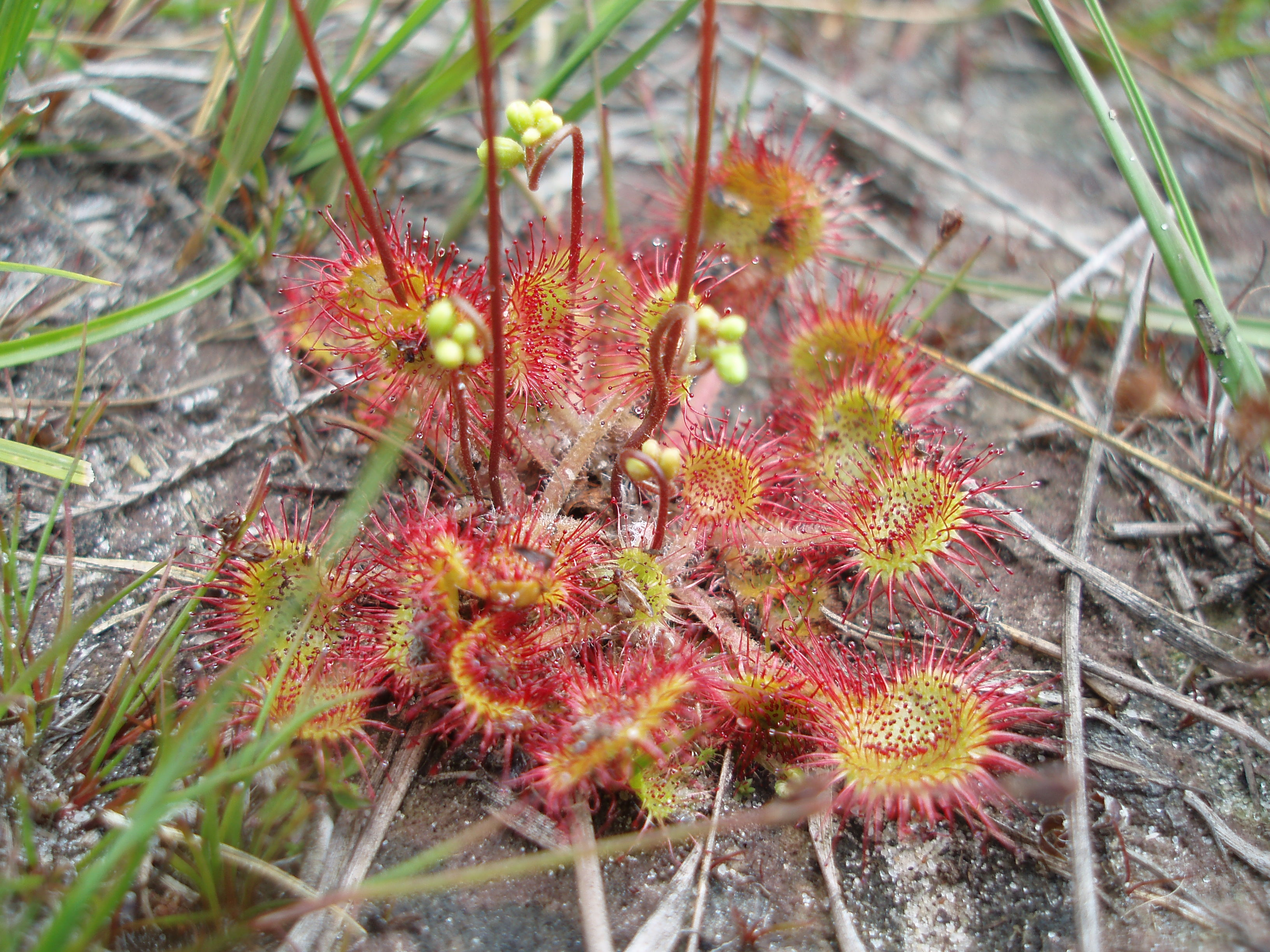
Ronde zonnedauw
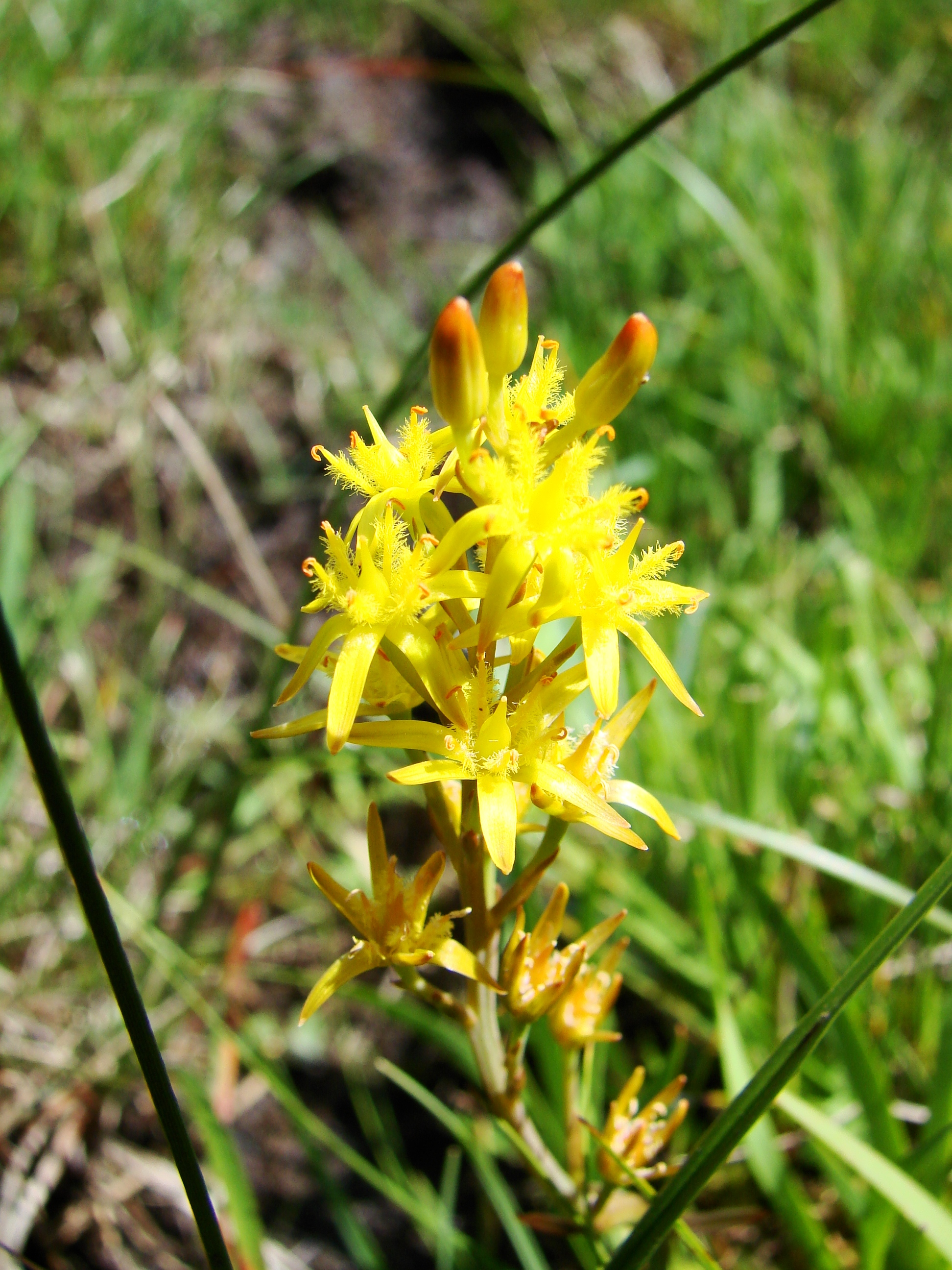
Beenbreek
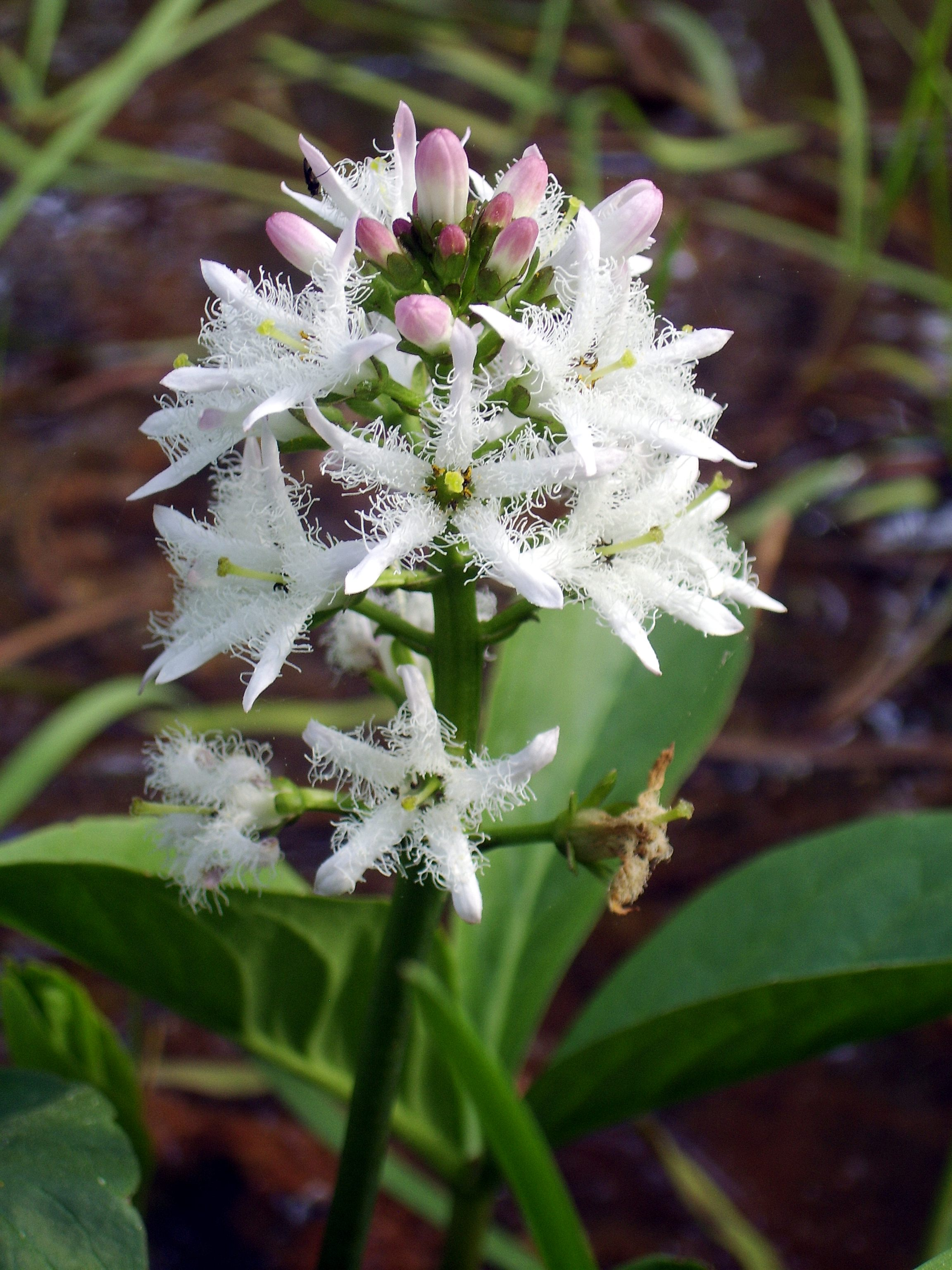
Waterdrieblad
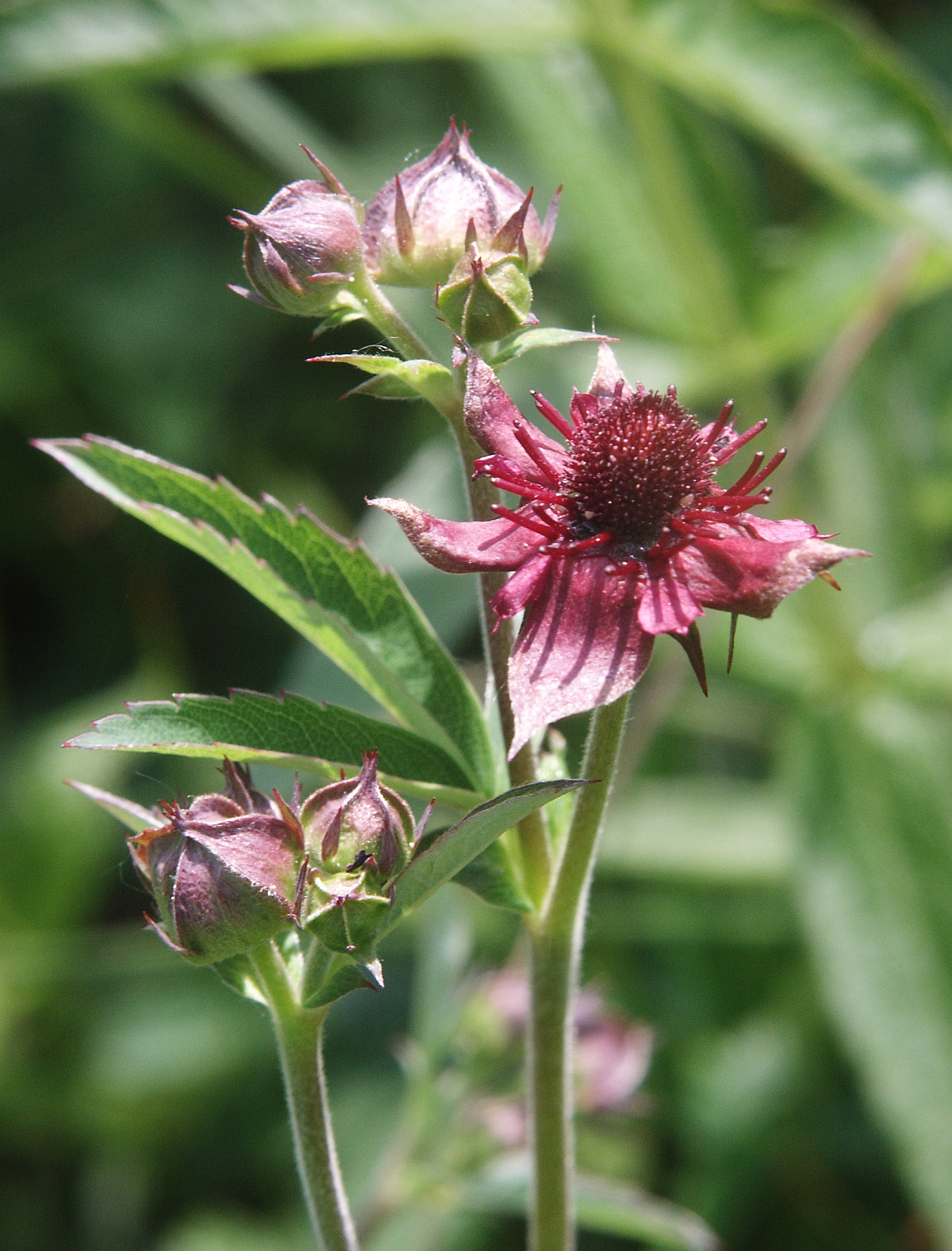
Wateraardbei
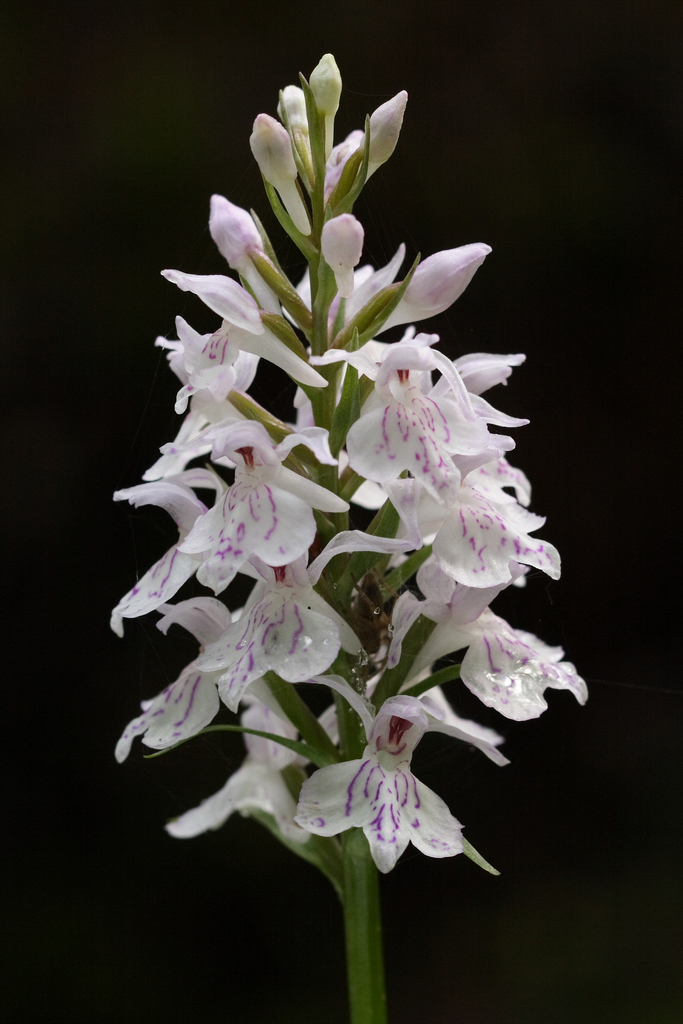
Gevlekte orchis
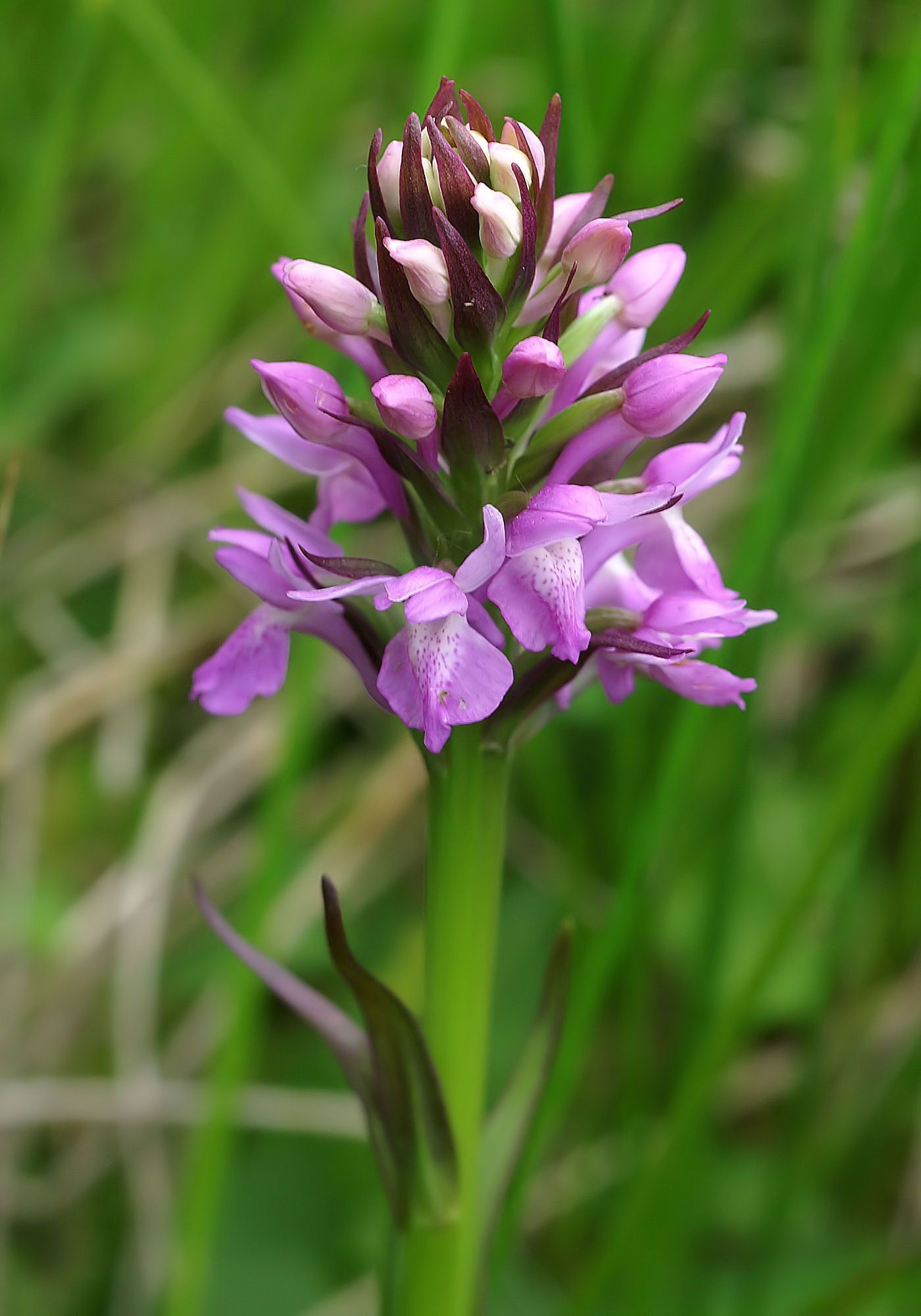
Veenorchis
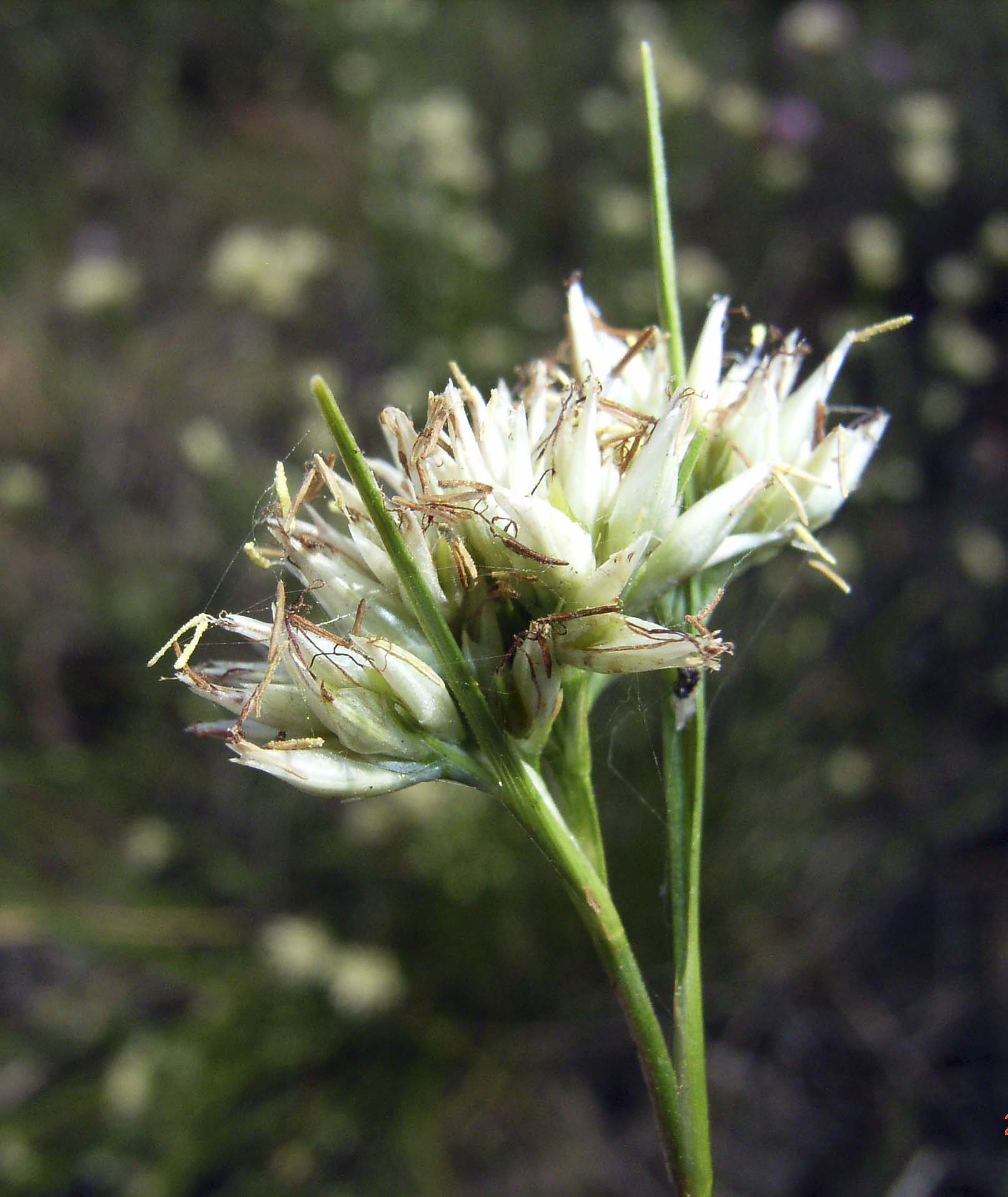
Witte snavelbies
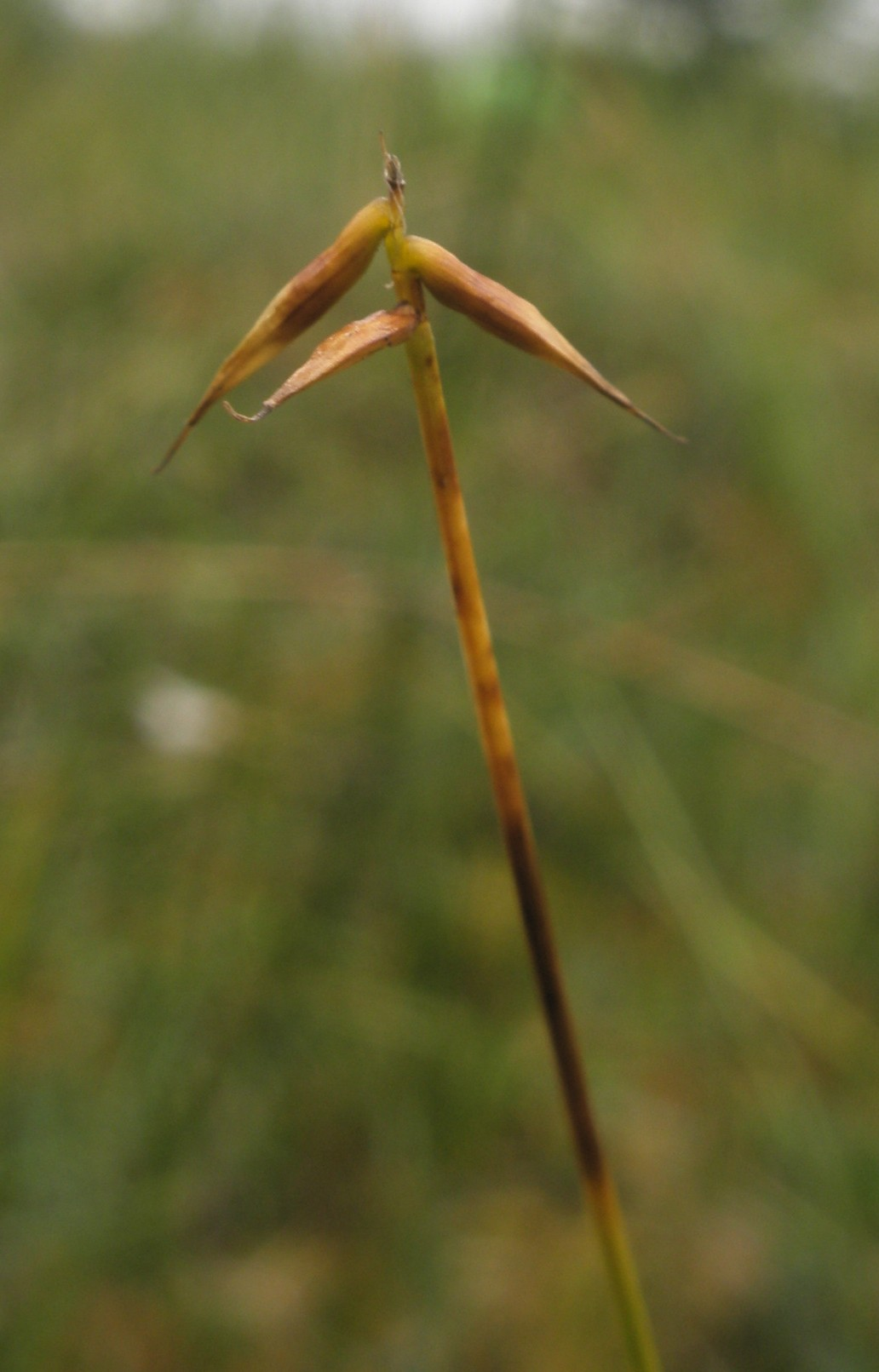
Armbloemige zegge (Carex pauciflora)
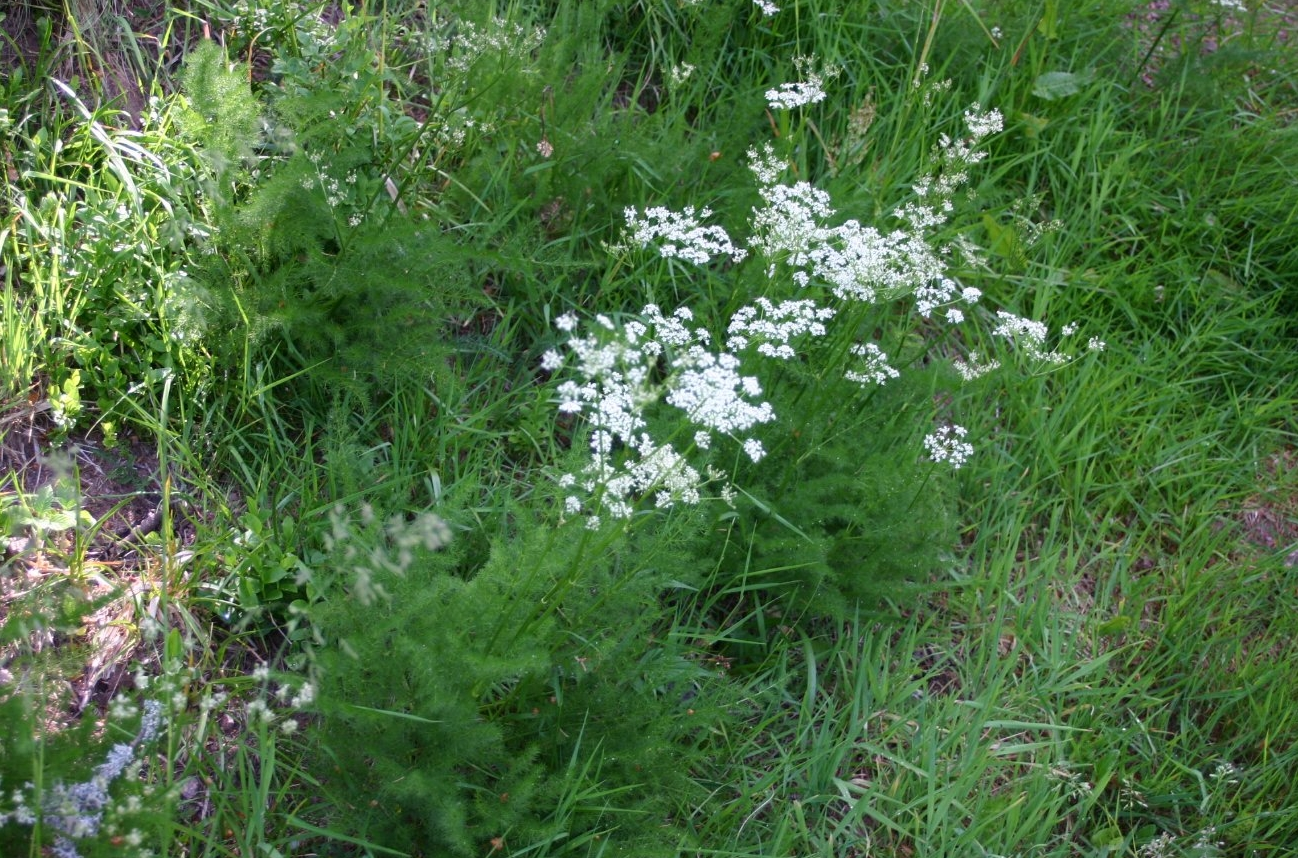
Bergvenkel (Meum athamanticum)
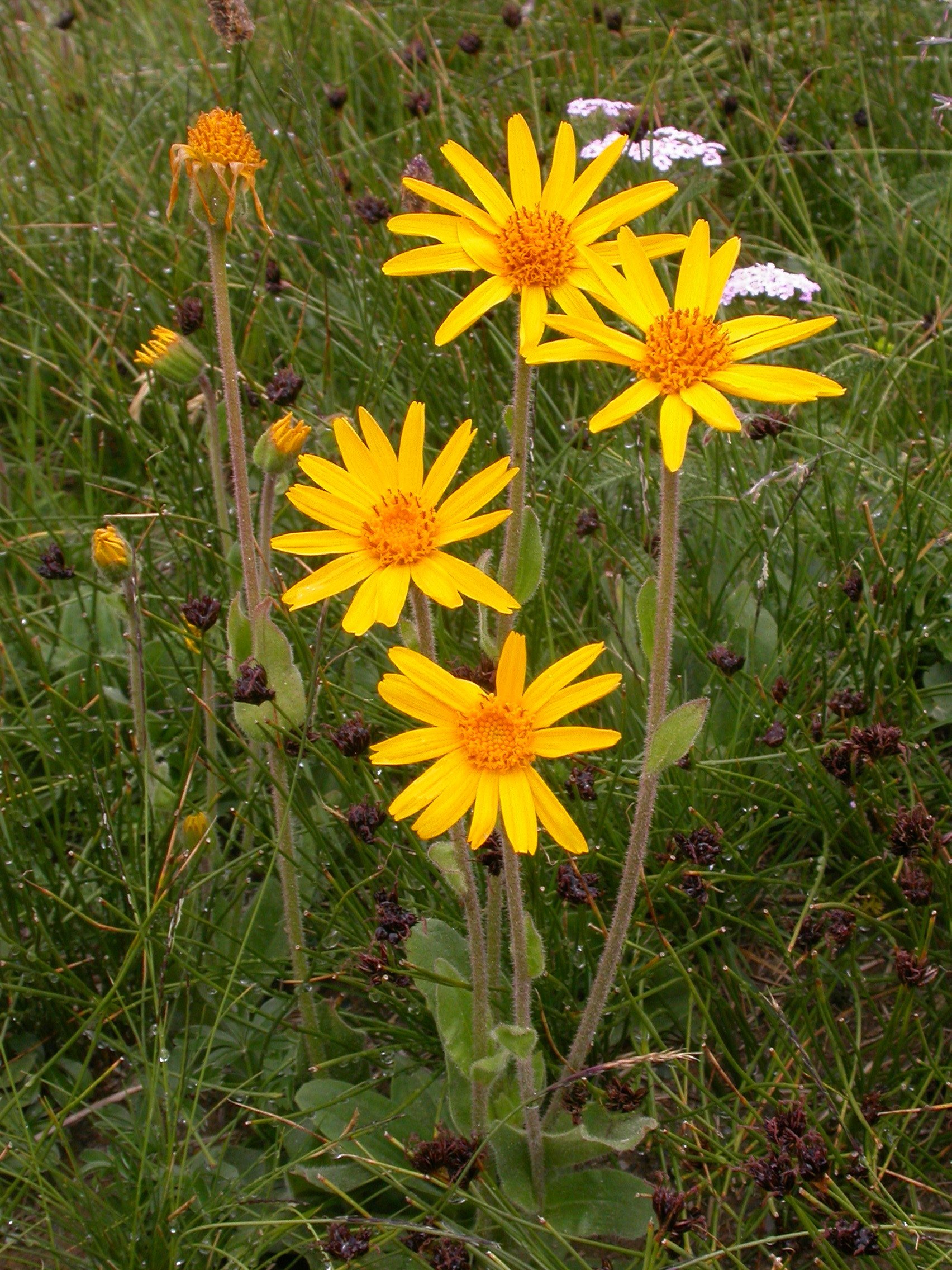
Valkruid
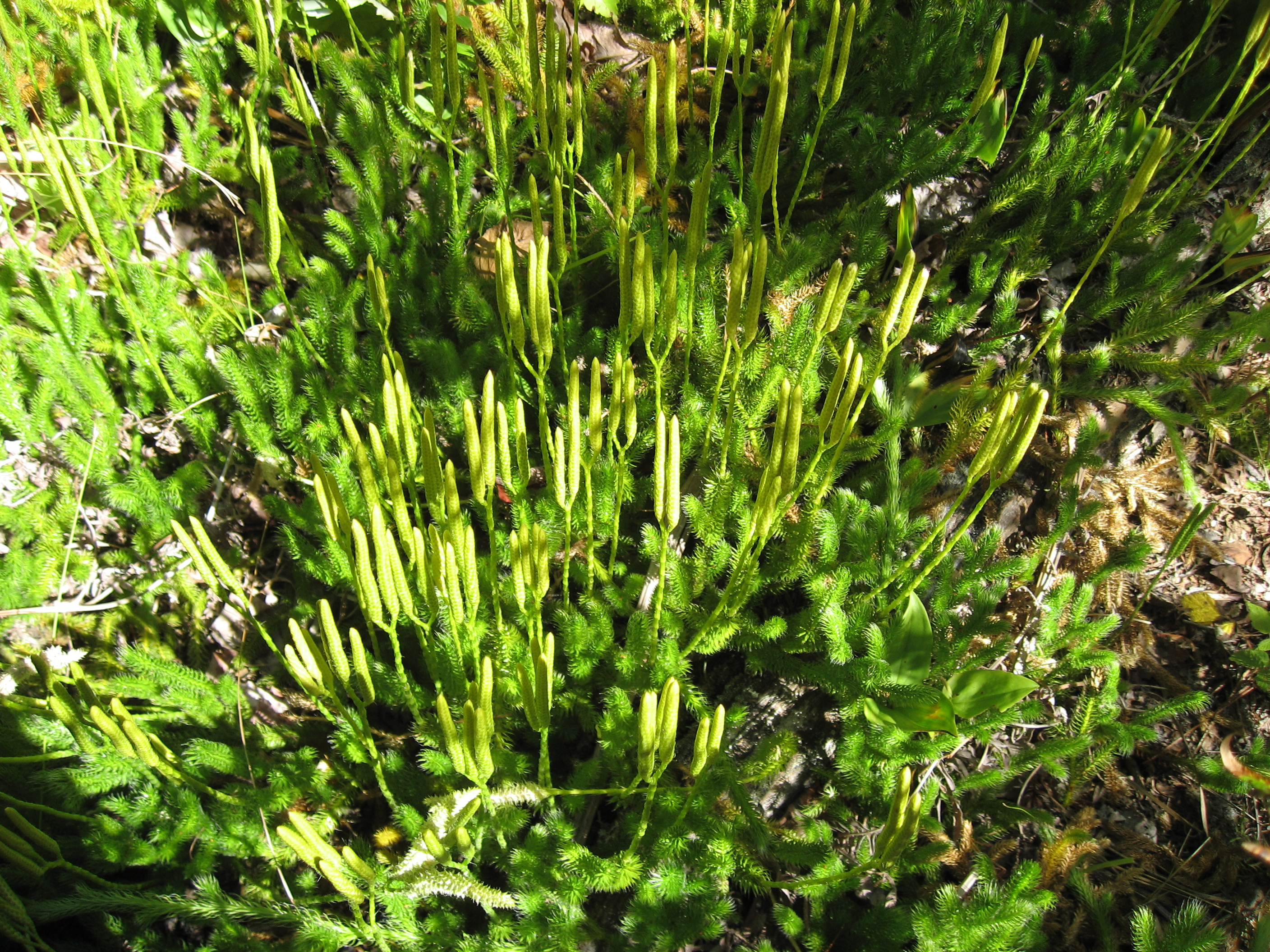
Grote wolfsklauw
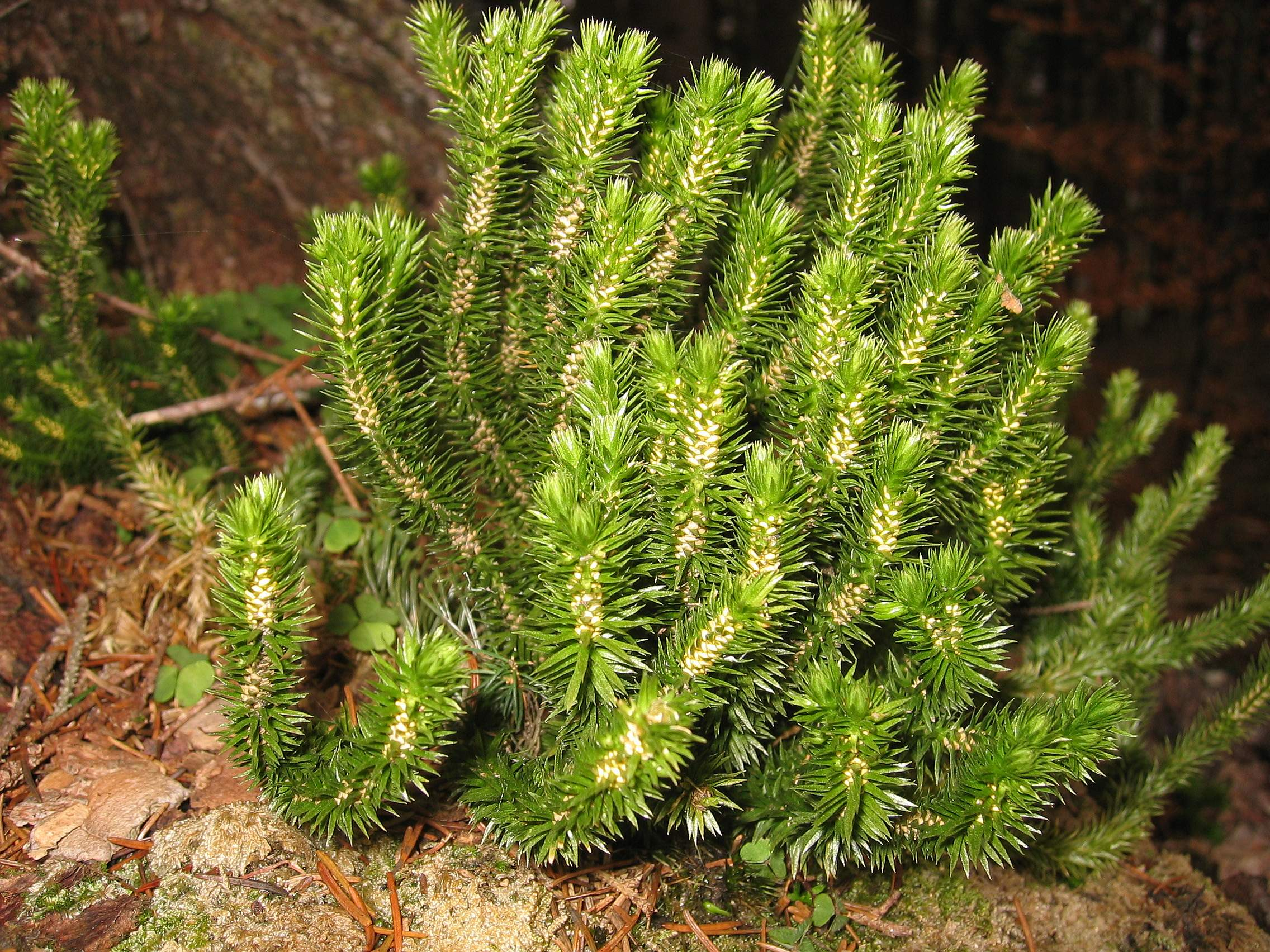
Dennenwolfsklauw

## Fauna
Bijzondere dieren zijn onder andere
- lynxen
- edelherten en reeën
- wilde zwijnen
- korhoenders
- wolf

## Toerisme
In het gebied zijn talrijke wandelroutes uitgezet, deels geasfalteerd en deels over de voor het hoogveenmilieu kenmerkende houten vlonderpaden. De Hoge Venen zijn hiervoor ingedeeld in vier zones:
1. Zone A: voor wandelaars vrij toegankelijk
2. Zone B: wandelen alleen toegestaan over de gemarkeerde wegen en paden
3. Zone C: alleen toegankelijk met een gids
4. Zone D: volledig ontoegankelijk.

De zones zijn ingesteld naargelang de aanwezigheid van zeldzame dieren en planten.
In de winter zijn de Hoge Venen bedekt met sneeuw en worden diverse langlaufloipes uitgezet. In het voorjaar en de zomer bestaat ondanks de vele neerslag vaak brandgevaar in de Hoge Venen.
Er zijn twee 'natuurcentra' in het gebied:
- Natuurcentrum Huis Ternell, op de weg van Eupen naar Monschau, van de Duitstalige Gemeenschap van België
- Natuurparkcentrum Botrange in Robertville, van de provincie Luik.